# 서남신시장
서남신시장은 대한민국 대구광역시 달서구 감삼동에 위치한 전통시장으로, 지역 상권형 중형 전통시장이다. 서문시장에 비해 인지도는 낮지만, 인근에 퀸스로드 의류패션명물거리, 두류공원, 이월드 등이 위치해 있어 유동인구가 많은 편이다.

## 역사[1]
1984년 8월 15일에 '서남종합상가'라는 이름으로 설립되었다.
이후 시설 및 주변 환경을 개선하기 위해 2002년부터 2006년까지 4년간 약 9억 원의 예산을 들여 주차장 설치, 화장실 개보수, 진입도로 정비 등의 사업을 진행해 인프라를 개선하였다.
2007년 11월부터 2008년 9월까지 약 30억 원의 자금을 투입해 아케이드, 전기, 소방, 통신, 하수도 정비 등의 시설 현대화 사업을 진행하였다.
2014년에는 ICT 전통시장 육성사업, 2015년 골목형 육성사업, 2016년에는 주차 환경개선 지원사업을 통해 시장 주변 환경을 지속적으로 개선하며, 주민 친화형 특화시장으로 자리잡았다.
그 결과 현재까지도 서남신시장은 인근의 홈플러스 용산점, 이마트 죽전점, 농협 하나로마트 등 대형 마트들의 영향에도 불구하고 독자적인 상권을 유지하고 있다.

## 시설
시장 면적은 2,871㎡, 대지 면적은 9,714㎡, 건축 면적은 14,314㎡이며, 총 150개의 점포 중 140개가 영업 중이다.
편의시설로는 고객 안내 센터, 휴게실, 유아 놀이방, 수유실, 물품 보관함, 쇼핑 카트, 아케이드, 고객 동선 통로, 방송 시설, CCTV, 무선통신(WiFi), 공영 주차장, 자전거 보관소, 공용 화장실 등이 마련되어 있다. 화재 예방 시설로는 스프링클러, 소화전, 소화기, 경보기 등이 설치되어 있다.
2020년 기준으로 서남신시장에서 주로 판매되는 품목은 가공식품, 농산물, 수산물, 축산물 등이다. 온누리상품권, 신용카드, 모바일 결제, 전자상품권 등의 다양한 결제 수단이 지원되며, 영업시간은 오후 9시부터 오후 10시까지이다. 또한 개별 휴무제를 채택하고 있다.

## 기타
서남신시장은 라디오 방송국을 운영하여 상인들의 일상을 공유하며, 캐릭터 ‘서남이’와 ‘서순이’를 통해 전통시장에 대한 관심을 높이고 있다. 청년 실업자들을 위해 전통시장 창업 인턴십 매대를 무료로 제공하고 있으며, 100%의 상인회 가입률을 자랑한다. 상인회는 「전통시장법」에 따라 시군구청에 등록되어 있고, 1명의 상근 직원이 근무하고 있다.
화재 예방 시설이 잘 마련되어 있다. 상인회가 중심이 되어 재난 대응에 대한 훈련을 꾸준히 진행하며,  명절 전에는 반드시 화재 시설을 점검한다.2024년 5월에는 전통시장 상인들로 구성된 자율소방대가 시장 내 화재를 진압한 사례도 존재한다.

## 교통
대중교통을 이용한다면, 지하철 2호선 감삼역에서 하차하여 1번 출구로 나오면 된다. 가까운 버스 정류장은 서남신시장 정류장(버스 509, 527, 성서2)과 대구과학기술고등학교(버스 405, 726, 750) 두 군데가 있다.